# Candezea
Candezea là một chi bọ cánh cứng trong họ Chrysomelidae.
Chi này được Chapuis miêu tả khoa học năm 1879.

## Các loài
Các loài trong chi này gồm:
- Candezea atomaria Fairmaire, 1893
- Candezea bicostata Weise, 1907
- Candezea flaveola Gerstaecker, 1855
- Candezea franzkrappi Wagner & Kurtscheid, 2005
- Candezea haematura Fairmaire, 1891
- Candezea irregularis Ritsema, 1875
- Candezea occipitalis Reiche, 1847